# Antonio Perera
Antonio Perera Calderón (Badajoz, 8 giugno 1997) è un calciatore spagnolo, centrocampista del Botev Plovdiv.

## Carriera
Nato a Novelda del Guadiana, frazione del municipio di Badajoz nell'Estremadura, ha iniziato a giocare nelle giovanili di CD Gévora, CP Flecha Negra e CD Diocesano. Nel 2016 si è trasferito all'Extremadura UD, dove ha trovato spazio con la seconda squadra militante in Tercera División, durante la stagione viene anche spesso impiegato con la prima squadra in Segunda División B. 
Nel novembre del 2017 ha firmato un contratto triennale con l'Alavés, dove è stato inserito nella rosa della seconda squadra, anch'essa militante nella quarta divisione spagnola. Diventa un punto fisso nella formazione della seconda squadra, con la quale al termine della stagione 2018-2019 ottiene la promozione in terza divisione.
Il 19 agosto 2020 ha firmato un nuovo contratto quadriennale con i Babazorros, che in seguito lo girano in prestito ai croati dell'Istria 1961 per un anno. Esordisce in campionato l'8 novembre successivo, subentrando a Slavko Blagojević nella sconfitta in trasferta per 0-5 contro la Dinamo Zagabria.

## Statistiche

### Presenze e reti nei club
Statistiche aggiornate al 17 luglio 2022.
| Stagione          | Squadra           | Campionato        | Campionato | Campionato | Coppe nazionali | Coppe nazionali | Coppe nazionali | Coppe continentali | Coppe continentali | Coppe continentali | Altre coppe | Altre coppe | Altre coppe | Totale | Totale |
| Stagione          | Squadra           | Comp              | Pres       | Reti       | Comp            | Pres            | Reti            | Comp               | Pres               | Reti               | Comp        | Pres        | Reti        | Pres   | Reti   |
| ----------------- | ----------------- | ----------------- | ---------- | ---------- | --------------- | --------------- | --------------- | ------------------ | ------------------ | ------------------ | ----------- | ----------- | ----------- | ------ | ------ |
| 2016-2017         | Extremadura UD B  | TD                | ?          | ?          |                 | -               | -               |                    | -                  | -                  |             | -           | -           | ?      | ?      |
| feb.-giu. 2017    | Extremadura UD    | SDB               | 6          | 1          |                 | -               | -               |                    | -                  | -                  |             | -           | -           | 6      | 1      |
| 2017-2018         | Alavés B          | TD                | ?          | ?          |                 | -               | -               |                    | -                  | -                  |             | -           | -           | ?      | ?      |
| 2018-2019         | Alavés B          | TD                | 34         | 2          |                 | -               | -               |                    | -                  | -                  |             | -           | -           | 34     | 2      |
| 2019-2020         | Alavés B          | SDB               | 26         | 0          |                 | -               | -               |                    | -                  | -                  |             | -           | -           | 26     | 0      |
| Totale Alavés B   | Totale Alavés B   | Totale Alavés B   | 60+        | 2+         |                 | -               | -               |                    | -                  | -                  |             | -           | -           | 60+    | 2+     |
| 2020-2021         | Istria 1961       | 1.HNL             | 14         | 0          | CC              | 4               | 0               |                    | -                  | -                  |             | -           | -           | 18     | 0      |
| 2021-2022         | Istria 1961       | 1.HNL             | 30         | 0          | CC              | 3               | 0               |                    | -                  | -                  |             | -           | -           | 33     | 0      |
| Totale Istra 1961 | Totale Istra 1961 | Totale Istra 1961 | 44         | 0          |                 | 7               | 0               |                    | -                  | -                  |             | -           | -           | 51     | 0      |
| Totale carriera   | Totale carriera   | Totale carriera   | 110+       | 3+         |                 | 7               | 0               |                    | -                  | -                  |             | -           | -           | 117+   | 3+     |

## Palmarès

### Club

#### Competizioni nazionali
- Coppa di Bulgaria: 1

Botev Plovdiv: 2023-2024